# Rotes Palais (Kassel)
Koordinaten: 51° 18′ 51,1″ N, 9° 29′ 48,5″ O
Das Rote Palais, erbaut 1821–1826, war eines der beiden Hauptgebäude des sogenannten Residenzpalais in Kassel, Nordhessen. Es enthielt die wichtigsten Repräsentationsräume der kurfürstlichen Residenz und war bis zu seiner Zerstörung im Zweiten Weltkrieg eines der bedeutendsten Schlösser aus der Zeit des Klassizismus und Empire in Deutschland.

## Der Bau
Nachdem Kurfürst Wilhelm II. nach dem Tod seines Vaters Wilhelm I. im Februar 1821 die Regierung angetreten hatte, ließ er seine bisherige Residenz, das ehemalige Palais der Hessischen Landstände am Friedrichsplatz, für Repräsentationszwecke in den Jahren 1821–1826 durch den Bau des Roten Palais erheblich erweitern. Architekt war Johann Conrad Bromeis, der ihm 1816 bis 1821 bereits das ehemalige Haus der Landstände erweitert und ausgebaut hatte und den er 1821 zu seinem Hofbaumeister ernannt hatte. Das alte Palais der Landstände erhielt einen Anstrich in weiß-grünlich-grauer Farbe und wurde seitdem als „Weißes Palais“ bezeichnet. Der neue und mit etwa 55 × 40 m Grundfläche und einem großen Innenhof (12 × 24 m) erheblich größere und vor allem große Zeremonialräume (Empfangsräume, Thronsaal, Speisesaal, Ballsaal) enthaltende Bau schloss unmittelbar an das Weiße Palais an und war mit diesem verbunden. Dabei entstand in dem Rechteck zwischen den beiden Flügeln des Weißen Palais ein zweiter großer Innenhof.
Das Rote Palais gilt als Bromeis’ Hauptwerk. Der zweigeschossige Bau wurde aus geschliffenen roten Sandsteinquadern und mit farbenprächtiger Innenausstattung im Empirestil aufgeführt. Einzelne Architekturteile waren aus gelblichem Sandstein und hoben sich dadurch von der roten, 13-achsigen Fassade ab: der nahezu 20 Meter breite Portikus mit seinen sechs Säulen vor dem Mittelteil, Gurt- und Sohlbankgesimse, Pilaster am fünf-fenstrigen Mittelteil, Architrav und Kranzgesims, Fensterverdachungen, Archivolten am Mittelteil, Säulen der Venezianischen Fenster beiderseits des Altans im Obergeschoss, und Pilasterkapitelle der seitlichen Fenster. Der Bau war von einem flachen Walmdach gedeckt. Entlang dem östlichen Abschnitt der Hauptfassade, wo der Friedrichsplatz leicht abfiel, führte eine etwa 5 m breite Rampe zur Anfahrt von Kutschen zum Portikus hinauf.

## Innenausstattung
Die aufwendige Innenausstattung zeichnete sich durch besonders wirkungsvolle Farbkombinationen aus. Als Bauinspektor am Kasseler Hof des Königs Jérôme von Westphalen (1807–1813) hatte Bromeis den französischen Empirestil aus erster Hand kennengelernt, und diese Erfahrung kam ihm nun zugute. Seine Zusammenarbeit mit dem Bauherrn war kongenial. Wilhelm II. ließ sich stets mehrere Entwürfe zur Auswahl vorlegen und brachte selbst weitere Ideen und Wünsche ein, und besonders die Raumgestaltungen waren daher bis ins Detail auch weitgehend von seinen Vorstellungen geprägt. Mit Ausnahme weniger Teile wie Kronleuchter und Seidentapeten war die gesamte Ausstattung Werk kurhessischer Künstler und Handwerker.

### Treppenhaus
Die Länge betrug im Erdgeschoss etwa 23 m, die Gesamthöhe ca. 12 m. Das Treppenhaus hatte einen Fußboden aus weißem und blaugrauem Marmor. Die Treppenstufen bestanden aus weißem, gelblichem Sandstein. Die Wände waren in grünem (OG) Stuckmarmor gestaltet. Die architektonische Gliederung war in gelbem Stuckmarmor mit weißen Einzelteilen. Die Sockel waren in rotbraunem Stuckmarmor. Die Felder der Decken waren grau grundiert mit weißer Malerei, die Gurtbögen (OG) waren in rosa, mit weißen Stuckleisten und weißer Malerei. Das Geländer war blau mit vergoldeten Ornamenten. Im Blickpunkt stand eine große Glastür, die zum Aufwartungszimmer führte. Das Bogenfeld der großen Glastür war verspiegelt. Die Statuen waren Gipsabgüsse antiker Originale:
- Paris
- Venus mit Muschel
- eine Muse
- ein einschenkender Satyr, Bacchus
- ein Hirtenknabe
- ein betender Knabe
- Venus
- Minerva
- ein Fechter

### Raumfolge zum Friedrichsplatz
In der Raumfolge zum Friedrichsplatz lagen der Blaue und Grüne Empfangssaal, gefolgt vom Thronsaal.
Im Hofzeremoniell gab es für die einzelnen Räume eine strenge hierarchische Abstufung. So zum Beispiel beim Empfang ausländischer Botschafter. Die niederen Ränge des Hofstaates sowie das Gefolge des Botschafters verblieben im Blauen Empfangssaal. Lediglich der Botschafter durfte in den Grünen Empfangssaal weiter. Dort erwarteten den Botschafter die oberen Hofchargen und die Diener. Der Oberzeremonienmeister meldete daraufhin die Ankunft des Botschafters und leitete diesen in den Thronsaal weiter. Der Thronsaal bildete den Höhepunkt der Raumfolge.

#### Blauer Empfangssaal
Der Blaue Empfangssaal hatte tiefblaue, golddurchwirkte Seidentapeten. Der Stuckmarmor der Lambris in der Sockelzone und der Stuckmarmor im Hintergrund der Nischenlünette waren grau. Der Stuckmarmor der Pilaster war rosa, sonst war der Stuckmarmor weiß. Die Decke war überwiegend auf hellblauem bzw. blauem Grund. Der Intarsienfußboden war aus Mahagoni, Ahorn und Kirsche. Die Türen und Möbel waren aus Mahagoni mit vergoldeten Beschlägen. Blau lackierte Kupferplatten mit vergoldeten Ornamenten verdeckten den Ofen in der Nische.

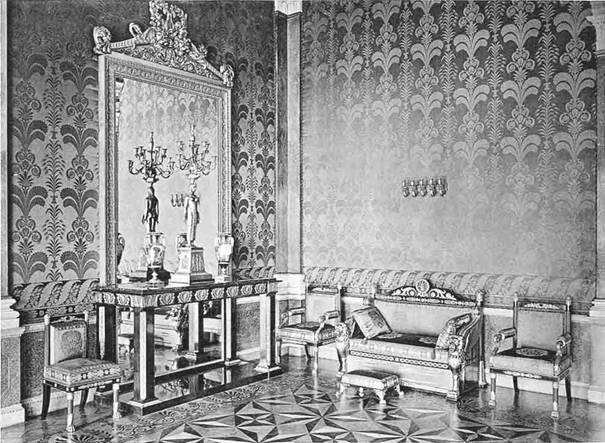
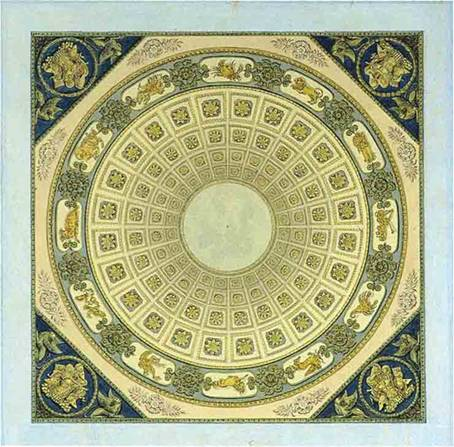
Decke
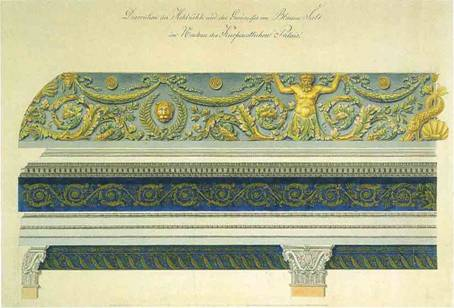
Hauptgesims

#### Grüner Empfangssaal
In der Raumfolge zum Friedrichsplatz war der Grüne Empfangssaal der größte Saal. Zugleich war dieser hinter den großen Fenstertüren zum Altan gelegen, wodurch besonders viel Tageslicht eintrat.
Die vorherrschende Farbe war namensgebend für diesen Saal: Grüne, golddurchwirkte Seidentapeten schmückten die Wände. Lambris, Ofennischen und Rücklagen der Pilaster waren aus grünem Stuckmarmor. Ansonsten war es gelber Stuckmarmor.
Die Decke war überwiegend auf weißem und grünlichem Grund, mit bronzefarbenen, gemalten Ornamenten. Der Intarsienfußboden war aus Mahagoni, Ahorn und Kirsche. Die Türen und Möbel waren aus Mahagoni mit vergoldeten Beschlägen. Der Raum war etwa 17,8 m lang und 12,1 m breit. Die Höhe betrug ca. 7,8 m.

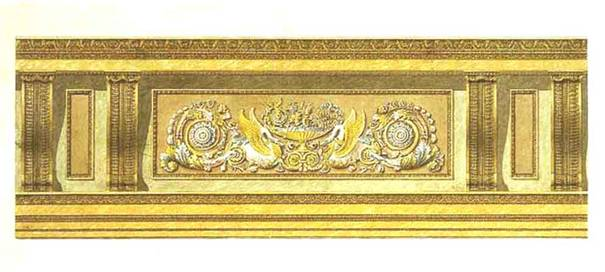
Grüner Empfangssaal, Hauptgesims
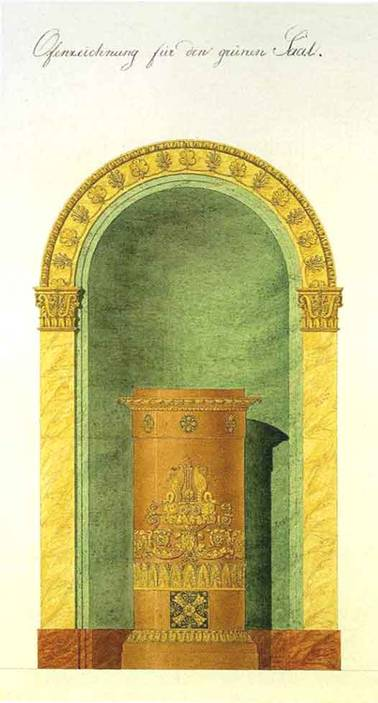
Grüner Empfangssaal, Ofennische
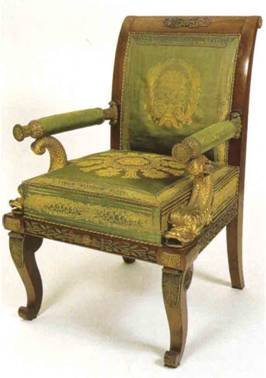
Sessel

#### Thronsaal
Der Thronsaal war in den hessischen Farben weiß und rot ausgestattet: weißer Stuckmarmor mit vergoldeten Ornamenten und rote Samtbespannung. Der Fußboden war aus Ahorn, Kirsche, Birnbaum und Mahagoni, die Decke war weiß mit dunkelblauem Rahmen, lachsfarbenen und hellblauen Feldern sowie bronzefarbenen Ornamenten. Die Gemälde zeigten die römischen Gottheiten Jupiter (über dem Thron), Mars (gegenüber), Minerva und Ceres (an den beiden Seitenwänden). Die Türen waren aus Mahagoni mit vergoldeten Ornamenten. Der erhaltene Thronsessel geht auf einen Entwurf von Johann Konrad Bromeis zurück. Erhalten sind auch der zugehörige Baldachinhimmel, die zusammengehörige Sitzgruppe und zwölf Taburetts. Diese befanden sich um 1831 im Thronsaal des Residenz Palais zu Kassel, Raum 128.

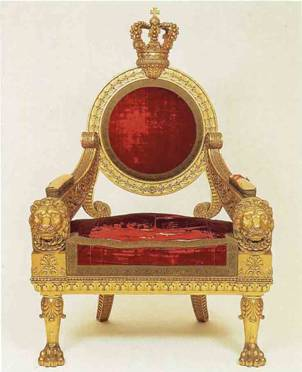
Thronsessel
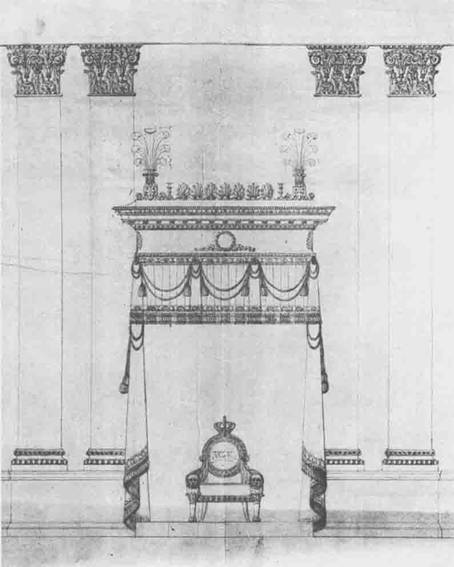
Thronbaldachin
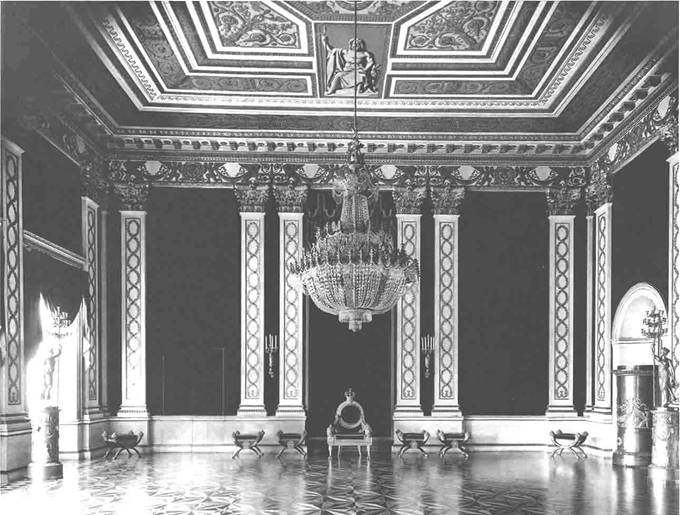
Thronsaal, innen
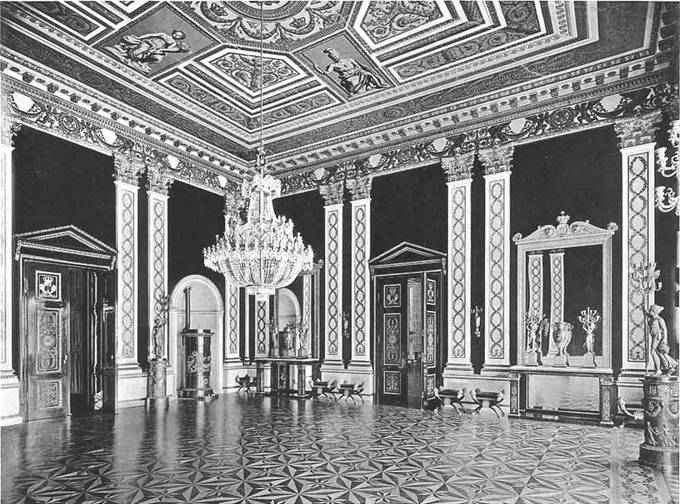
Thronsaal, innen

### Tanzsaal
Der Tanzsaal war mit 26,60 m Länge, 11,80 m Breite und 8 m Höhe der größte Saal des Residenzpalais und in der Qualität seiner Ausstattung vielleicht der bedeutendste Saal des Empirestils in Deutschland. Er wurde von dem Farbkontrast gelb/gold und blau bestimmt: die Wandflächen bestanden aus gelblichem Stuckmarmor, die Säulenschäfte und Friese aus blauem, Lapislazuli-ähnlichem Stuckmarmor mit vergoldeten Basen, Kapitellen und Ornamenten. Möbelbezüge und Vorhänge waren in demselben Tiefblau, mit goldenen Sternen. Die Decke war hellblau grundiert, mit weißgrauen und bronzefarbenen Malereien auf blauem und gelbem Grund. Die Sockelzone war aus braunem Stuckmarmor und leitete damit über zum Intarsienfußboden aus Kirsche, Ahorn und Mahagoni. Die Türen und Möbel waren aus Mahagoni mit vergoldeten Beschlägen. Der große Kronleuchter in der Mitte hatte einen Durchmesser von fast 3 m und wog enorme 38 Zentner; insgesamt konnte der Saal von mehr als 700 Kerzen beleuchtet werden.

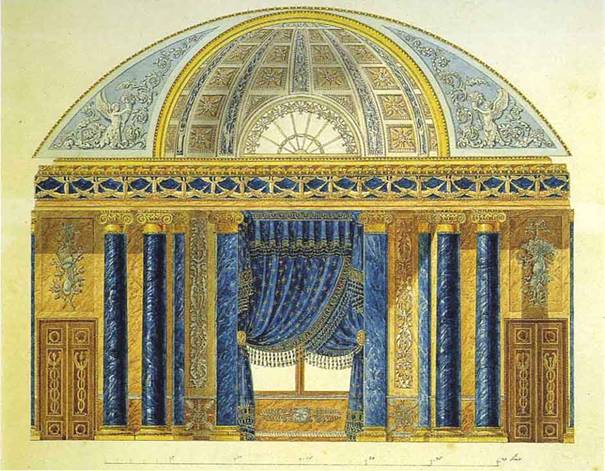
Südseite Tanzsaal
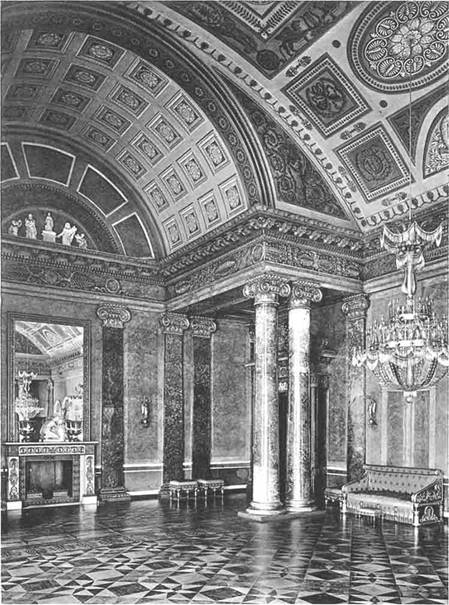
Tanzsaal, Detail
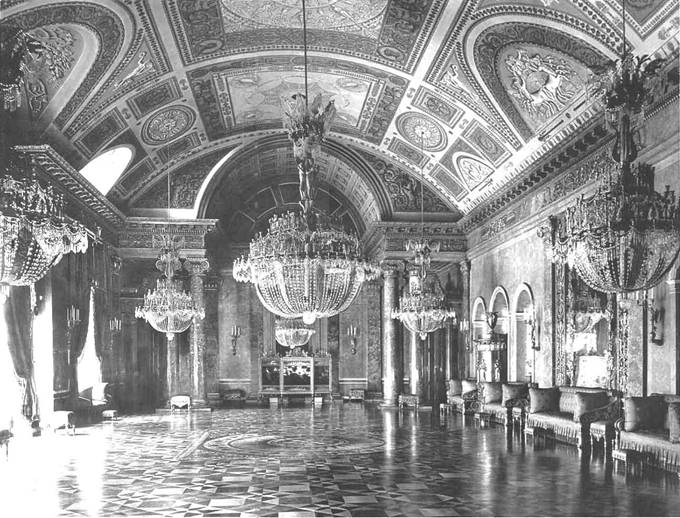
Tanzsaal

### Büffetzimmer / Pariser Saal
Bei Festen wurde der Saal, der an die Speisegalerie angrenzte, als Büffetzimmer genutzt. Unter dem Büffetzimmer befand sich die Konditorei etc. Zum Obergeschoss gelangte man über eine Treppe zwischen Büffetzimmer, Speisegalerie und Unterer Karlsstraße.
Die Wände des Büffetzimmers / Pariser Saals waren wie die Türen hauptsächlich in verschiedenen Gelbtönen lackiert, mit vergoldeten Rahmen. Auch die Ofennischen waren mit den seitlichen Pilastern aus gelblichem Stuckmarmor. Die Wandfelder und Supraporten waren mit pompejanischen Dekorationen und Bacchanalien bunt bemalt. Die Füllungen der Türen und der Lambris waren in dunklerem Gelb lackiert. Die obere Wandzone bestand aus rosagrauem Stuckmarmor. Die Flachreliefs, Hauptgesims und Archivolten waren aus weißem Stuckmarmor. Die Decke war mit blaugrünen Vouten und rosafarbenem Grund gestaltet. Die Dekors der Decke waren in Bronze, Grün, Gelb und Blau gemalt. Die Flachreliefs stellten über den Ofennischen Allegorien über die Musik (Nordseite) und über den Tanz (Südseite) dar. Über den Türen waren Flachreliefs zu sehen, die gefesselte Centaur mit Amoretten zeigten.

### Galerien

#### Stuckgalerie
Die Stuckgalerie wurde zuerst als Speisesaal genutzt. Die Galerie war zugleich die Verbindung zum Tanzsaal. Grüner Stuckmarmor schmückte die Wände. Der Stuckmarmor an der Sockelzone, der Lambris war etwas dunkler. Die Leisten der Lambris war jedoch von weißem Stuckmarmor. Der Stuckmarmor der Pilaster und Archivolten sowie des Kämpfergesimses und Hauptgesimses war gelb. Die Basen und Kapitelle waren von weißem Stuckmarmor. Die Decke war auf hellblauem und grauem Grund mit weißem Stuck. Die Türen hatten einen Rahmen aus Kastanienholz. Die Leisten der Türen waren aus Mahagoni und die Füllungen aus Maserholz. Die Bezüge der Möbel und Vorhänge waren aus grüner Seide bzw. grünem und gelbem Stoff. Die Möbel waren aus Birkenmaserholz mit vergoldeten Beschlägen.

#### Speisegalerie
Vom Tanzsaal war der Zugang zur Speisegalerie. Darunter befand sich die Küche. Die Wände der Speisegalerie wurden nach Vorbildern der italienischen Renaissance gestaltet. Sie waren mit bemalter Boiserie verkleidet, die im Wesentlichen grau-lila marmoriert war. Die Architekturteile war gelblich marmoriert. An der Rückwand wechselten drei Öfen mit den Vier Jahreszeiten von Adrain van der Werff ab (aus den Beständen der Gemäldegalerie). An der Seite mit den Fenstern waren die Felder der Lisenen mit Spiegeln besetzt. Die Felder der Lisenen waren nach dem Vorbild der Loggien Raffaels im Vatikan bemalt. Die Lünetten waren mit antikisierenden Szenen bemalt. Über der Tür zum Tanzsaal war die antikisierende Szene Apollo mit dem Sonnenwagen nach Guido Reni zu sehen. Über der Büffetnische war die antikisierende Szene  die Meerfahrt der Galatea nach Raffael zu sehen. Die Nische war mit Spiegeln besetzt. Die Decke war in illusionistischer Manier als offener Himmel mit Rankenspalier, Weinlaub, Draperien, Vögeln, Affen und anderen Tieren bemalt.

## Friedrichsplatzgestaltung
Mit dem Bau des Roten Palais wurde die bisher bestehende Baulücke zwischen dem Weißen Palais und dem 1769–1779 erbauten Museum Fridericianum geschlossen. Vom Weißen und Roten Palais ausgehend wurde die gesamte Nordseite des Friedrichsplatzes farblich ausbalanciert: die 1777 errichtete Sankt Elisabeth-Kirche am östlichen Ende erhielt als Gegenstück zum Weißen Palais den gleichen weiß-grünlich-grauen Anstrich, das etwa bald nach dem Roten Palais errichtete neue Hofverwaltungsgebäude als Gegenstück zum Roten Palais hingegen einen roten Anstrich mit gelben Architekturteilen. Das Fridericianum in der Mitte der Front hob sich davon mit seinem hellen Grau ab. Der Platz wurde auf seiner Nordwestseite später mit dem Bau des königl. Hoftheater abgeschlossen.

## Spätere Nutzung
Als Kurhessen im Oktober 1866, nach dem Preußisch-Österreichischen Krieg, von Preußen annektiert wurde, wurde der gesamte Komplex des Residenzpalais preußischer Staatsbesitz. Die Einverleibung Kurhessens in die preußische Monarchie wurde am 8. Oktober 1866 vom Balkon des Roten Palais verkündet.
Nach dem Ersten Weltkrieg und dem Ende der deutschen Monarchien suchte man nach einer angemessenen neuen Nutzung für das Rote und Weiße Palais. Am 30. Juni 1923 wurde das Deutsche Tapetenmuseum im Roten Palais eröffnet. 1934 wurde auch das Weiße Palais mit einbezogen, da die Tapetensammlung inzwischen erheblich angewachsen war.

## Zerstörung und Abriss

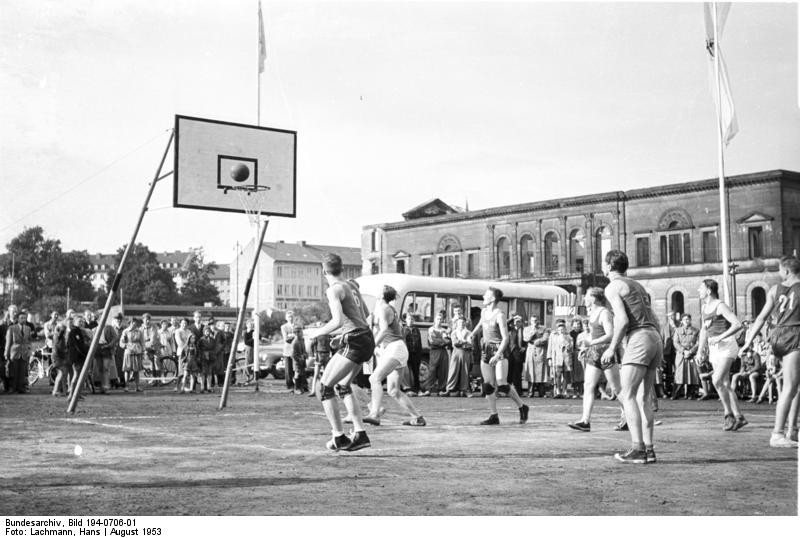
Erhaltenes Gebäude in der Nachkriegszeit, 1953

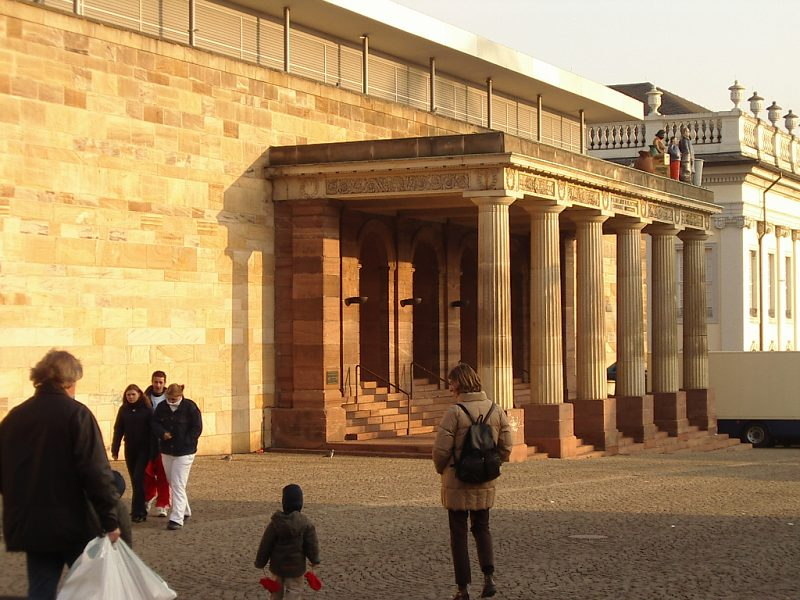
Der erhaltene Portikus des Roten Palais

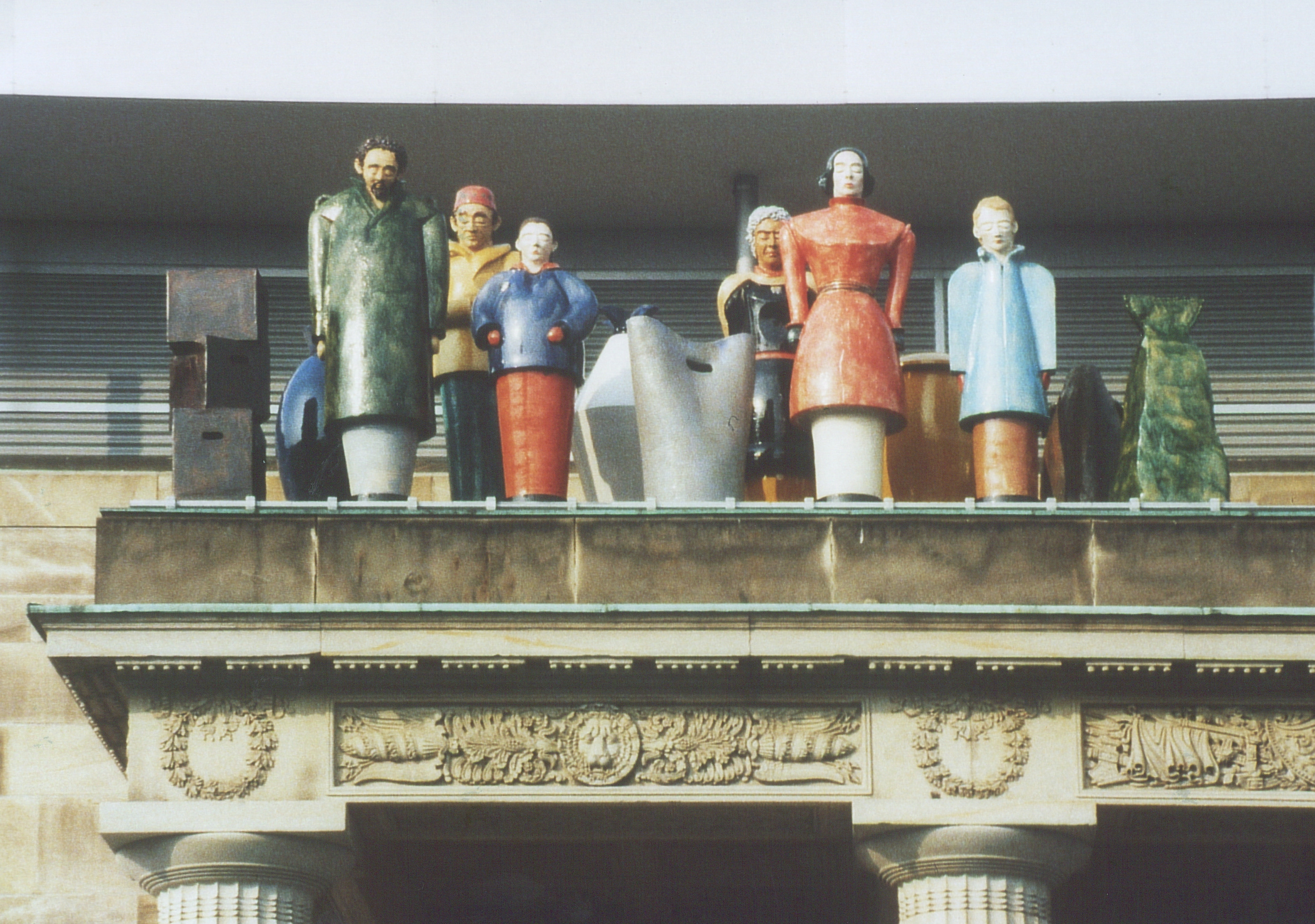
„Die Fremden“ auf dem Dach des Portikus

Bei einem britischen Bombenangriff im Zweiten Weltkrieg in der Nacht vom 8. zum 9. September 1941 gerieten das Rote Palais und das in der Oberen Königsstraße an das Weiße Palais anschließende Palais Reichenbach in Brand, die Obergeschossdecken im Roten Palais stürzten dabei ein. Die beschädigten Wandgestaltungen wurden durch ein Notdach geschützt, das bei Kriegsende noch weitgehend vorhanden war. Das nur teilweise gerettete Mobiliar des Roten Palais wurde, zusammen mit dem Mobiliar des Weißen Palais, vollständig ausgelagert. Einige dieser hochwertigen Zeugnisse hessischer Handwerkskunst sind heute im Weißensteinflügel des Schlosses Wilhelmshöhe ausgestellt. Die geretteten Bestände des Tapetenmuseums wurden nach Einbeck ausgelagert und ab 1948 in einer verkleinerten Kollektion ebenfalls im Weißensteinflügel von Schloss Wilhelmshöhe präsentiert, bis sie 1976 ins Hessische Landesmuseums in Kassel verlegt wurden.
Nach Kriegsende wurden bis 1953 am Roten Palais zunächst noch Sicherungsarbeiten durchgeführt. Da aber weder die Hessische Landesregierung noch die Kasseler Stadtverwaltung Interesse an dem Erhalt des Gebäudes hatten, begannen 1954 die Abbrucharbeiten. Das Grundstück und die noch stehenden Reste wurden 1958 an den Hertie-Konzern verkauft, der bereits seit 1956 einen fertigen Entwurf für ein Kaufhaus an dieser Stelle vorliegen hatte. Ab 1961 wurde dann das Bilka-Kaufhaus errichtet. Als einzig verbliebener Rest des Roten Palais wurde an der Südseite des Kaufhauses der wieder sanierte Portikus angebaut. Auf diesem befindet sich heute eine Figurengruppe mit dem Titel „Die Fremden“, ein 1992 für die documenta IX von Thomas Schütte geschaffenes Kunstwerk. Heute befindet sich eine Filiale des Modekaufhauses SinnLeffers in dem einstigen Bilka-Kaufhaus.